# Rolf Übel
Rolf Übel (* 1956 in Landau in der Pfalz) ist ein deutscher Geschichtswissenschaftler.

## Leben
Rolf Übel erwarb das Abitur am Max-Slevogt-Gymnasium in Landau in der Pfalz und studierte anschließend Geschichte an der Universität Mainz und der Universität Koblenz-Landau.
Er beschäftigt sich als historischer Autor vor allem mit Themen des Mittelalters, der Geschichte der Hexenverfolgung sowie mit Fragen der Kriegs-, Burgen- und Festungsgeschichte. Den regionalen Schwerpunkt seiner Arbeit bildet die Pfalz. Er ist als Archivar für die pfälzischen Städte Annweiler am Trifels und Bad Bergzabern tätig. Rolf Übel engagiert sich in historischen Projekten wie dem Museum Bauernkriegshaus in Nußdorf (Landau).
Für das Institut für pfälzische Geschichte und Volkskunde in Kaiserslautern ist er Mitherausgeber des „Pfälzischen Burgenlexikons“, in dem sämtliche Wehrbauten der Pfalz systematisch erfasst und beschrieben werden sollen.
Neben weiterer Fachliteratur schrieb Rolf Übel zusammen mit Klaus Beck in den letzten Jahren Kinder- und Jugendbücher über südpfälzische Burgen (Neuscharfeneck [2009]; Trifels [2010]; Schlössel, Heidenschuh, Landeck [2015]).

## Publikationen
- Truwe und Veste. Burgen im Landkreis Südliche Weinstrasse. Landau in der Pfalz 1993 (2. Auflage). ISBN 3-929893-00-2.
- Der Torn soll frey stehn. Burgen im Landkreis Pirmasens. Landau in der Pfalz 1994. ISBN 3-929893-01-0.
- Die Festungen an Queich und Lauter. Herxheim bei Landau 1996. ISBN 3-930643-00-6.
- Der Pfälzer Pitaval. Kriminalgeschichten aus 5 Jahrhunderten. Von Hexen, Henkern und Halunken. Herxheim bei Landau 1996. ISBN 3-930643-01-4.
- Falkenburg und Wiligartaburg, bei Wilgartswiesen Kreis Südwestpfalz. Verlag für Burgenkunde und Pfalzforschung. Landau in der Pfalz 2000. ISBN 3-929893-08-8.
- Die Guttenburg bei Oberotterbach. Landau in der Pfalz 2001. ISBN 3-929893-11-8.
- Wegen vielgeübter Zauberei und Hexenwerk. Hexenverfolgung im Süden der Pfalz und im Nord-Elsass. Landau in der Pfalz 2003. ISBN 3-929893-14-2.
- Landau 1945. Archiv und Museum der Stadt Landau in der Pfalz, Landau in der Pfalz 2005. ISBN 3-9803138-0-8. (mit Michael Martin)
- Zur Geschichte der Südpfalz, Bd. 1: Von der Französischen Revolution bis zum 20. Jahrhundert. Annweiler-Queichhambach 2004. ISBN 3-924115-28-1 (mit Helmut Seebach)
- Zur Geschichte der Südpfalz, Bd. 2: Von der Steinzeit bis zum Ende des Absolutismus. Annweiler-Queichhambach 2004. ISBN 3-924115-30-3 (mit Helmut Seebach)
- Burg Neuscharfeneck, Uff dem Mantell undt in der Salstuben, Mit Bastian auf der Burg anno 1578. Landau 2009 (mit Klaus Beck).
- Heidenschuh, Schlössel, Landeck. Eine Zeitreise mit Tanja und Thomas. Landau 2015 (mit Klaus Beck).